# That's Amore (reality show)
That's Amore è un reality show, spin-off del programma televisivo A Shot at Love with Tila Tequila, andato in onda su MTV Stati Uniti e trasmesso in Italia da MTV Italia. Il protagonista è Domenico Nesci, un ragazzo italiano che aveva precedentemente partecipato al programma con Tila Tequila.
L'ultima puntata ha visto in scena un viaggio di Domenico con le due ultime concorrenti ad Acquaro, in provincia di Vibo Valentia, dalla sua famiglia d'origine.

## Format
Lo scopo del reality è quello di trovare tra le quindici concorrenti l'anima gemella del protagonista: può essere paragonato al programma italiano Uomini e Donne benché la struttura del gioco sia impostata in modo diverso. Ogni episodio si articola in una serie di sfide (individuali o a squadre) il cui premio consiste in un appuntamento con Domenico. Alla fine dell'episodio Nesci decide con il suo consigliere Ashley McNeely la/le concorrente/i da eliminare. Durante la cerimonia di eliminazione il protagonista fa avvicinare le donne che vuole portare avanti nel gioco ed espone loro la bandiera italiana chiedendo Will you be my bambina? (Vuoi essere la mia bambina?).

## Episodi
- Special: Domenico's Passport To Love
- Ep. 1 Premiere
- Ep. 2 Rival Sirens
- Ep. 3 Love Hurts
- Ep. 4 Disco Disaster
- Ep. 5 Go Kart 4 My Heart
- Ep. 6 We're Going to Italy!

## Concorrenti
| Nome                  | Eliminazione |
| --------------------- | ------------ |
| Megan Mirilovich      | Vincitrice   |
| Kim Martin            | Finalista    |
| Kathleen Flagler      | Episodio 5   |
| Talor Marion          | Episodio 5   |
| Christina Corona      | Episodio 4   |
| Ashley Ewing          | Episodio 3   |
| Missy Giesler         | Episodio 3   |
| Rebecca Anne Rende    | Episodio 3   |
| Jessica Lehner        | Episodio 2   |
| Cristal Wright (Love) | Episodio 2   |
| Dominique Desiderio   | Episodio 1   |
| Hunter Jackson        | Episodio 1   |
| Katherine Le          | Episodio 1   |
| Kristen Rogers        | Episodio 1   |
| Nicole Wagner         | Episodio 1   |